# HD100565
HD100565 — хімічно пекулярна зоря спектрального класу A2, що має видиму зоряну величину в смузі V приблизно  6,7.
Вона  розташована на відстані близько 263,7 світлових років від Сонця.